# Adolf Kantor
Adolf „Bolko” Kantor (ur. 15 sierpnia 1910 w Suchej Górnej, zm. 3 września 1992 w Ustroniu) – polski bokser zawodowy, organizator imprez sportowych.

## Życiorys

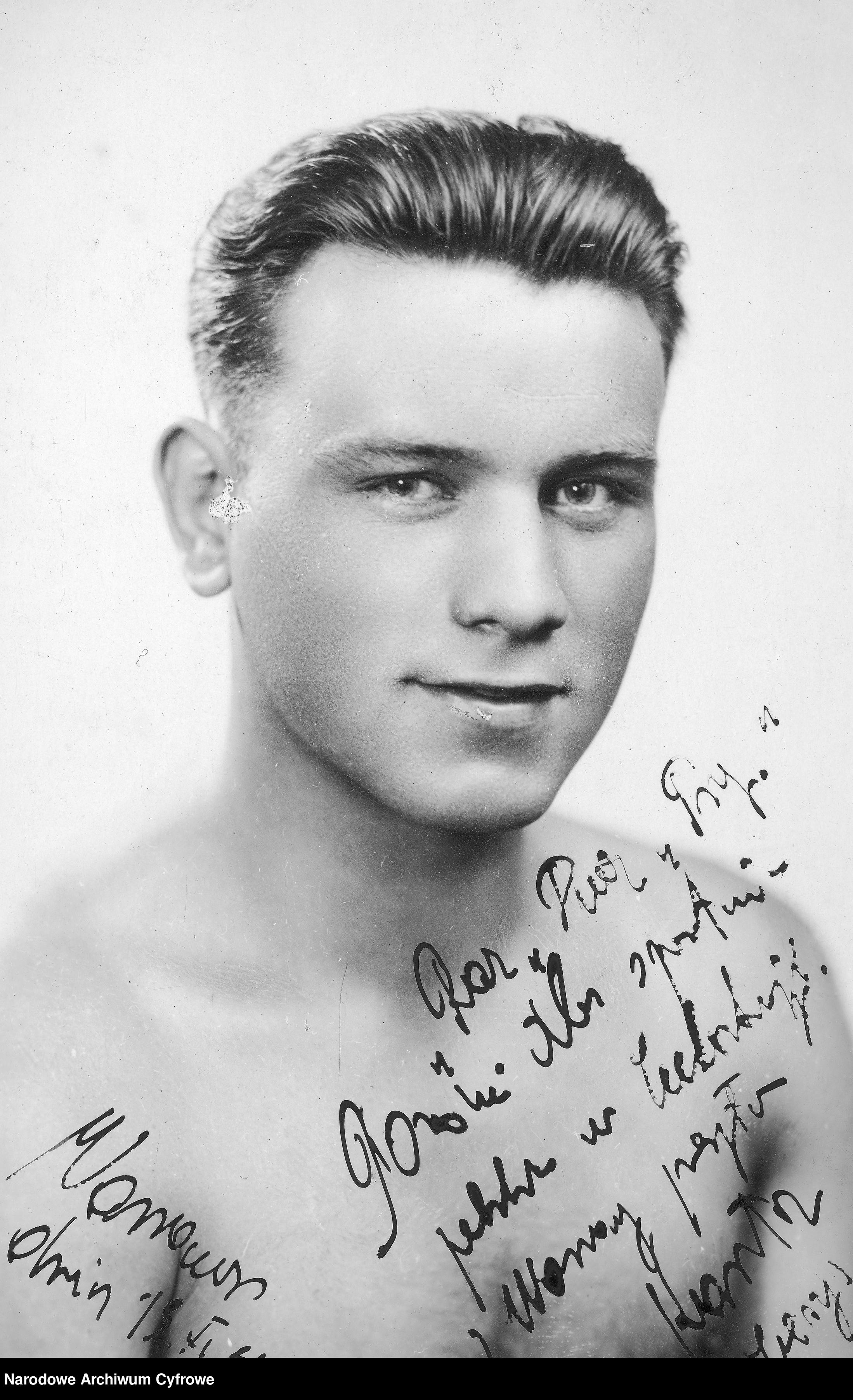
Adolf Kantor w roku 1934

### Początek kariery
W lutym 1930 roku po zaledwie parotygodniowym treningu pod okiem Wiktora Junoszy-Dąbrowskiego i olimpijczyka Kazimierza Laskowskiego wziął udział w „Pierwszym Kroku Bokserskim”. Wygrał finał zdobywając tytuł mistrza Polski amatorów w wadze półciężkiej. W marcu 1931 roku rozegrał pierwszy mecz jako zawodowiec – w sali hotelu Hrabia Reden w Królewskiej Hucie w „Wieczorze zawodowców”. Wygrał wtedy w sześciu rundach z faworytem Ernestem Jokielem, dwukrotnym amatorskim mistrzem Polski. W styczniu 1933 roku w Paryżu stoczył bardzo dobrą, choć przegraną 10 rundową walkę z francuskim bokserem Marcelem Lauriotem. Mistrzem Polski wagi półciężkiej był od 1933 roku i bronił tego tytułu do 1939 roku aż dziewięciokrotnie pokonując: Józefa Niesobskiego (3 razy), Goworka (2 razy), Hermana Grossa (2 razy) oraz Józefa Juskowiaka (2 razy).

### II wojna światowa
Po wybuchu II wojny światowej służył w szeregach cieszyńskiego 4. pułku Strzelców Podhalańskich. W Cieszynie w obronie kobiety pobił gestapowca, za co trafił do obozu w Dachau. Podpisał jednak volkslistę i wyszedł z obozu. Niemcy zrobili z niego swojego zawodnika i trenera. Wcielono go także do Wehrmachtu, gdy jednak odmówił strzelania, trafił do karnej kompanii w Jugosławii walczącej z partyzantką. Próbował uciec, został jednak schwytany i skazany na śmierć. Wyrok został zamieniony na dożywotnie więzienie, a „Bolko” z karną kompanią trafił na front włoski. Uciekł stamtąd i wstąpił do armii amerykańskiej, a potem do Armii gen. Andersa. Wraz z żołnierzami 2 Korpusu Andersa walczył pod Monte Cassino i Bolonią, gdzie wydarł Niemcom amerykański sztandar. Otrzymał go potem na własność od prezydenta USA Johna F. Kennedy’ego. Został dwukrotnie oznaczony też Krzyżem Walecznych. We Włoszech trenował młodego Zygmunta Chychłę, pierwszego polskiego mistrza olimpijskiego w boksie.

### Życie po wojnie
Po wojnie wrócił do Polski i zaczął organizować życie sportowe po obu stronach Olzy. Chciał nawiązać do dawnych tradycji „siłackich”. Organizował akcje sportowe, mecze, fundował dyplomy i puchary. Z jego inicjatywy rodziły się takie pomysły jak rajdy górskie, mające spełniać rolę wychowawczą. Prowadził działalność sportową przy PZKO. Jego wychowankowie trzykrotnie triumfowali w zawodach regionalnych. Później trenował bokserów i zapaśników Piasta Cieszyn, Kolejarza Wodzisław, BBTS Bielsko i Slavoja Czeski Cieszyn. Z jego rad korzystali wspaniali trenerzy kadry narodowej: Feliks Stamm i Paweł Szydło. W podeszłym wieku postanowił poświęcić się turystyce górskiej. Kilka razy w roku organizował na Równicy, Baraniej Górze i Kozubowej tradycyjne biegi przełajowe, wyścigi kolarskie, zawody narciarskie, konkursy przeciągania liny i podnoszenia ciężarów. Sam wyznaczał trasy, dobierał sędziów, troszczył się o wyżywienie, napoje i nagrody dla startujących. Planował wybudowanie Ośrodka Starego Sportowca w Równicy. Tam też, w 30. rocznicę bitwy o Monte Cassino ustawił pamiątkowy krzyż, który jednak pracownicy Służb Bezpieczeństwa rozebrali. Sam także był narażony przez lata na liczne przykrości i szykany ze strony władz. „Bolko” nigdy nie wykorzystywał sportu w celach zarobkowych. Nie szczędził zdrowia i pieniędzy na realizację swoich idei.
Zmarł 3 września 1992 w Ustroniu i spoczął na cmentarzu ewangelickim w Cieszynie. W 2008 roku odbyła się premiera spektaklu Teatru CST pn. „Bolko Kantor”, wyreżyserowanego przez Bogusława Słupczyńskiego, a w 2012 premierę miała kontynuacja tego spektaklu - „Republika Bolko Kantor”. W 2015 roku powstał film dokumentalny opowiadający historię Adolfa „Bolko” Kantora, pt. „Bolko Kantor. Prawy, prosty”, wyreżyserowany przez Andrzeja Dudę, scenariusz przygotował Andrzej Drobik, który został także producentem filmu. W tym samym roku wydana została także książką pod tym samym tytułem autorstwa Andrzeja Drobika.

## Ciekawostki
Wystąpił w epizodycznej roli pięściarza w polskim filmie komediowym „Niedorajda” z 1937 roku w reżyserii Mieczysława Krawicza.